# Andrena magnipunctata
Andrena magnipunctata är en biart som beskrevs av Kim 1989. Andrena magnipunctata ingår i släktet sandbin, och familjen grävbin. Inga underarter finns listade i Catalogue of Life.